# Dodo Kuranosuke
Dodo Kuranosuke (百々内蔵助, décédé en 1560) est un samouraï et vassal du clan Rokkaku jusqu'en 1558 lorsqu'il lance une rébellion.
Le vassal trahit Rokkaku Yoshikata puis s'enfuit en sureté au château de Sawayama situé dans l'actuelle préfecture de Shiga dans le Honshu. Kuranosuke s'y retrouve assiégé mais contient toutes les attaques ennemies jusqu'à ce qu'une force de ninjas commandée par Tateoka Doshun s'infiltre et incendie le château.
En 1560, ses forces aident le clan Azai à la bataille de Norada contre les Rokkaku. Il combat son ennemi juré jusqu'à la fin quand il meurt dans la bataille avec eux.

## Source de la traduction
- (en) Cet article est partiellement ou en totalité issu de l’article de Wikipédia en anglais intitulé « Dodo Kuranosuke » (voir la liste des auteurs).